# قلعه الکساندر (سن پترزبورگ)
قلعهٔ الکساندر یا قلعهٔ طاعون (روسی: Форт Александр Первый) یک قلعهٔ نظامی درون دریا است که به صورت یک جزیرهٔ مصنوعی در خلیج فنلاند و در نزدیکی شهرهای سنت پترزبورگ و کرونشتات واقع است. از ۱۸۹۹ تا ۱۹۱۷، این قلعه دارای یک آزمایشگاه تحقیقاتی در مورد طاعون و سایر بیماری‌های باکتریایی بود.

## بنیاد
از زمان تشکیل سنت پترزبورگ در سال ۱۷۰۳ میلادی، آبراه‌های خلیج فنلاند برای روسیه اهمیت استراتژیک داشتند. پتر اول ساخت قلعه‌ها را در خلیج فنلاند آغاز کرد و پایه‌گذاری اولین تأسیسات نظامی در جزیره کوتلین،  قلعه کرنشلوت، در سال ۱۷۰۴ بود. در طول دو قرن بعدی، روسیه به استحکام بخشیدن به این منطقه ادامه داد.
لویی بارتلمی کاربونیر د ارسیت د گرگناک (معروف به لو لوویچ کاربونیر) نقشه اولیه قلعه الکساندر را تهیه کرد. پیش از این، او در سال ۱۸۲۷ بازسازی تأسیسات نظامی دیگری در خلیج فنلاند به نام قلعه سیتادل (قلعه پتر اول کنونی) را برنامه‌ریزی کرد. پس از مرگ کاربونیر در سال ۱۸۳۶، ژان آنتوان موریس (معروف به موریس گوگوویچ دسترم)، یک مهندس نظامی روسی با اصالت فرانسوی، طرح یک قلعه جدید را ارائه کرد. ساخت و ساز در سال ۱۸۳۸ و تحت نظارت یک مهندس نظامی دیگر روسی به نام میخائیل فون در وید آغاز شد. سازندگان ۵۵۳۵ ستون که هر کدام ۱۲ متر طول داشتند را به بستر دریا انداختند تا زمین را تقویت کنند. سپس ستون‌ها را با یک لایه ماسه، یک لایه بلوک بتنی و یک لایه دال گرانیتی پوشاندند. آجرکاری این قلعه با سنگ گرانیت روکش شده است. امپراتور نیکولای اول رسماً این قلعه را در ۲۷ ژوئیه ۱۸۴۵ تأسیس کرد. این قلعه به افتخار برادرش امپراتور الکساندر اول نامگذاری شد.

## وضعیت فعلی
پس از سال ۱۹۱۷، این قلعه به‌طور رسمی در اختیار نیروی دریایی روسیه بود که انبارها و یک تعمیرگاه را در آنجا نگهداری می‌کرد. در سال ۱۹۸۳، این قلعه از وسایل خود محروم و متروک شد. در اواخر دهه ۱۹۹۰ و اوایل دهه ۲۰۰۰، قلعه الکساندر مکانی محبوب برای مهمانی‌های افسارگسیخته شد. از سال ۲۰۰۵ این قلعه به‌طور رسمی توسط اداره مرکز کنفرانس ریاست جمهوری معروف به کاخ کنستانتین در استرلنا اداره می‌شود. از آن زمان دسترسی به داخل محوطه قلعه از طریق تنها دروازه قلعه محفوظ است.
در سال ۲۰۰۷، مدیریت قلعه قصد خود را برای جستجوی سرمایه‌گذاران برای پروژه نوسازی پیشنهادی به ارزش ۴۳ میلیون دلار اعلام کرد.
از سال ۲۰۰۵ تا ۲۰۱۰، سیلاب ناوبری سد سنت پترزبورگ برای کانال اصلی کشتیرانی خلیج فنلاند کمتر از یک مایلی از قلعه الکساندر ساخته می‌شد. یک مسیر جدید برای کانال کشتیرانی نیاز به لایروبی گسترده در آب‌های مجاور قلعه اسکندر داشت. نگرانی‌های جدی در مورد تأثیر منفی تلاش‌های لایروبی و افزایش تخریب توسط موج کشتی‌های رهگذر بر یکپارچگی پایه‌های الکساندر مطرح شد.
از سال ۲۰۱۱، تورهای توریستی با قایق به قلعه در دسترس هستند.